# Mól książkowy

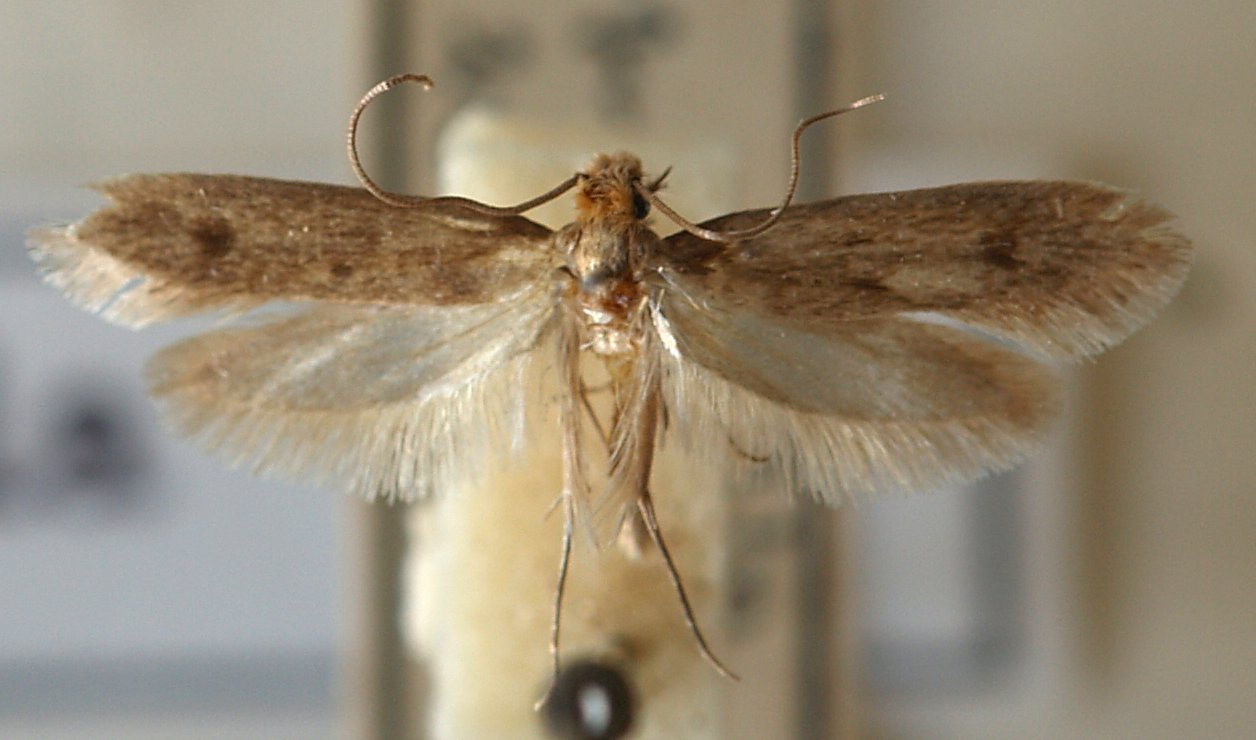
Mól kożusznik – jeden z tzw. moli książkowych

Mól książkowy – potoczne określenie owadów chroniących się lub żerujących w starych książkach i innych skupieniach starego papieru, niszczących papier lub materiały wchodzące w skład oprawy, odżywiających się resztkami organicznymi zgromadzonymi w kurzu lub odżywiających się grzybami rozwijającymi się na zawilgoconym papierze. Nie jest to nazwa systematyczna i  do „moli książkowych” zalicza się owady z różnych rzędów, takie jak m.in.: kołatek domowy, mól futrzany, psotnik kołatek, pustosz kradnik, rybik cukrowy. Wśród wymienionych są typowe drewnojady, jak i owady nieodżywiające się martwym drewnem (traktujące książki jedynie jako miejsce schronienia). Spośród wymienionych jedynie mól futrzany należy do motyli, a więc może być uważany za mola (rodzina molowate).
Potocznie określa się tak także człowieka, który każdy wolny czas lubi spędzać na czytaniu książek.